# Namling
Namling Dzong, Chinees: Namling Xian is een arrondissement in de prefectuur Shigatse in de Tibetaanse Autonome Regio, China. In 1999 telde het arrondissement 71.994 inwoners. Het heeft een oppervlakte van 8.113 km².
De hoogte varieert tussen de 3790 en 4900 meter. De gemiddelde jaarlijkse temperatuur is 10,4 °C, met minima van -15,7 °C en maxima van 25,3 °C. Er valt jaarlijks gemiddeld 250 tot 470 mm neerslag.
In Namling bevinden zich onder meer de Tibetaanse kloosters Menri en Yungdrung Ling uit de Tibetaanse religie bön.